# بحروز كنكرلي
بحروز شيراليباي أوغلو كنجرلي (بالأذرية: Bəhruz Kəngərli) – رسام وفنان أذربيجاني، وكان أحد الممثلين الأوائل للفن الرسم الأذربيجاني ومؤسسي اللوحة الآلية الواقعية الأذربيجان.

## السيرة الذاتية
ولد بحروز كنجرلي في 22 يناير عام 1892 في مدينة نخجوان. في سنه مبكرة فقد بحروز سمعه وغرق في العالم الخيال ويقضي كل وقته في التقاط الرسم.
نشر أعماله الأولى في مجلة «مولا نصر ألدين».
هذه العادات الأولى تعزز حب بحروز للرسم ولهذا الغرض إلتحقى بمدرسة الفنون في تبليسي في 1910.
بعد تعليمه فيها عاد نخجيفان في 1915. بحروز كنجرلي كان أول خريج أذربيجاني من مدرسة الفنون التي نظمتها جمعية الترويج الفني في تبليسي.
فن التصوير الطبيعي يحتل حيزاً كبيراً في نشاطه. توفي بحروز كنجرلي 7 فبراير عام 1922 مدينة نخجوان.
تم إفتتاح متحف بحروز كنجرلي في 22 مايو 2007 في ناخشيفان ونصب تمثاله على قبر الفنان.